# Martano
Martano község (comune) Olaszország Puglia régiójában Lecce megyében, a történelmi Salento területén. Lakosai egy ősi görög nyelvjárást beszélnek, a grikót.

## Fekvése
A Salentói-félsziget déli részén fekszik, Leccétől délkeletre.

## Története
A települést a japigok alapították. A Nyugatrómai Birodalom bukása után görög telepesek érkeztek a vidékre, akik mind a mai napig megőrizték nyelvüket, a grikót és hagyományaikat. Hűbérbirtok volt. 1806-ban vált önállóvá, amikor a Nápolyi Királyságban felszámolták a feudalizmust.

## Népessége
A népesség számának alakulása:

## Látnivalók
- a 15. században épült bárói vár (Castello)
- a Madonna del Rosario-templom
- Puglia legnagyobb menhírje a Santu Totaru (4,8 m)
- a cisztercita kolostor